# Isla Pourquoi Pas
La isla Pourquoi Pas o Pourquois-pas (en Argentina) es una isla ubicada frente a la costa oeste de la costa Fallières de la península Antártica, Antártida.

## Geografía
Es una isla alta y montañosa, de 27 kilómetros de largo en dirección suroeste a noreste, y de 8 a 18 kilómetros de ancho, situada entre el fiordo Bigourdan y el fiordo Bourgeois, en el extremo noreste de la bahía Margarita. Está cubierta de nieve. Está separada de la isla Blaiklock por el canal Angosto (o Paso La Angostura).

## Historia y toponimia
Fue descubierta por la Cuarta Expedición Antártica Francesa al mando de Jean-Baptiste Charcot, entre 1908 y 1910, aunque no fue considerada una isla. Fue cartografiada con mayor precisión e identificada como isla por la Expedición Británica a la Tierra de Graham bajo la dirección de John Riddoch Rymill, entre 1934 y 1937, que la nombró en homenaje al barco de la expedición de Charcot, el Pourquoi-Pas (en español ¿Por qué no?). Ha sido cartografiada por franceses, británicos, argentinos, chilenos y soviéticos.

## Reclamaciones territoriales
Argentina incluye la isla Pourquoi Pas en el departamento Antártida Argentina dentro de la provincia de Tierra del Fuego, Antártida e Islas del Atlántico Sur; para Chile forman parte de la comuna Antártica de la provincia Antártica Chilena dentro de la Región de Magallanes y de la Antártica Chilena; y para el Reino Unido integran el Territorio Antártico Británico. Las tres reclamaciones están sujetas a las disposiciones del Tratado Antártico.
Nomenclatura de los países reclamantes: 
- Argentina: isla Pourquois-pas[5][6]
- Chile: isla Pourquoi Pas[3]
- Reino Unido: Pourquoi Pas Island[4]